# Marzena Woźniak-Łabieniec
Marzena Woźniak-Łabieniec (ur. 9 kwietnia 1969 roku w Łodzi) – literaturoznawca, profesor nauk humanistycznych, zatrudniona w Zakładzie Literatury Polskiej XX i XXI wieku Uniwersytetu Łódzkiego. Jest inicjatorką i przewodniczącą Komisji Badań Genetycznych i Dokumentacyjnych nad Literaturą przy Łódzkim Oddziale Polskiej Akademii Nauk. Zajmuje się badaniami nad cenzurą PRL, edytorstwem oraz archiwaliami związanymi z wariantywnością tekstów literackich, a także liryką dwudziestowieczną i współczesną, zwłaszcza pod kątem związków z tradycją.

## Życiorys
W latach 1988–1993 studiowała filologię polską na Uniwersytecie Łódzkim oraz teologię w Instytucie Teologicznym afiliowanym przy ATK. W czasie studiów działała w Związku Akademickim Civitas Academica. W 1993 obroniła pracę magisterską pt. Pojęcie nicości w poezji Bolesława Leśmiana. W roku 1998 ukończyła doktorat pod kierunkiem prof. dr hab. Jerzego Poradeckiego, pt. Poeta i metafizyka. O twórczości Jarosława Marka Rymkiewicza.
W latach 1998–2007 pracowała jako adiunkt w Katedrze Literatury Romantyzmu i Literatury Współczesnej Uniwersytetu Łódzkiego, od 2007 w Katedrze Literatury Polskiej XX i XXI wieku, która powstała w wyniku podziału poprzedniej jednostki. W roku 2013 uzyskała stopień doktora habilitowanego na podstawie monografii Obecny nieobecny. Krajowa recepcja Czesława Miłosza w krytyce literackiej lat pięćdziesiątych w świetle dokumentów cenzury. W latach 2016–2023 była zatrudniona na stanowisku profesora uczelni, od stycznia 2023, po uzyskaniu tytułu profesora nauk humanistycznych, na stanowisku profesora. W latach 2003–2012 była sekretarzem i redaktorem tematycznym czasopisma naukowego „Acta Universitatis Lodziensis. Folia Litteraria Polonica”, od roku 2013 pełni funkcję redaktora naczelnego. Jest członkiem rady naukowej serii Wydawnictwa Uniwersytetu Łódzkiego „Projekt: Egzystencja i Literatura”. Współpracuje m.in. z Pracownią Badań nad Procesem Twórczym przy Uniwersytecie Jagiellońskim. W 2018 roku realizowała grant Beinecke Visiting Scholar Fellowships (Yale University, USA) na realizację tematu The reception of the works of Czesław Miłosz in the People’s Republic of Poland in the light of censorship records. Prowadziła wykłady na uniwersytetach w Wilnie, Dyneburgu, Lublanie, Wielkim Tyrnowie, Neapolu, Bari, Ostravie i Zagrzebiu.
Recenzje i teksty popularnonaukowe publikowała na łamach „Twórczości”, „Nowych Książek”, „Przeglądu Artystyczno-Literackiego”, „Arcanów”, „Arterii” „Tygodnika Powszechnego”.

## Publikacje

### Książki autorskie
- Cenzorskie lekcje literatury. Studia o systemowej kontroli słowa w Polsce po 1945 roku, Wydawnictwo Uniwersytetu Łódzkiego, Łódź 2022, ss. 296.
- Obecny nieobecny. Krajowa recepcja Czesława Miłosza w krytyce literackiej lat pięćdziesiątych w świetle dokumentów cenzury, Wydawnictwo Uniwersytetu Łódzkiego, Łódź 2012, ss. 445.
- Klasyk i metafizyka. O poezji Jarosława Marka Rymkiewicza, Kraków 2002, ss. 283[3].
- Rymkiewicz. Metafizyka, Łódź 2017, ss. 128[4].

### Redakcja książek i numerów czasopism naukowych (wybór)
- Przed-tekstowy świat. Z literackich archiwów XIX i XX w., red. M. Woźniak-Łabieniec, Wydawnictwo Uniwersytetu Łódzkiego, Łódź 2020, ss 270. Wersja angielska: From literary archives of the 19th and 20th century; “Acta Universitatis Lodziensis. Folia Litteraria Polonica”, Tom 55 Nr 4 (2019); edited by Marzena Woźniak-Łabieniec
- „Lancetem, a nie maczugą”. Cenzura wobec literatury i jej twórców w latach 1945–1965, tom I serii Prace Ośrodka Badań Filologicznych nad Cenzurą PRL, red. K. Budrowska, M. Woźniak-Łabieniec, Wydawnictwo IBL, Warszawa 2012.
- Dlaczego Herbert. Wiersze, komentarze, interpretacje, wyd. II poszerzone, red. M. Woźniak-Łabieniec i J. Wiśniewski, WUŁ, Łódź 2004.
- Twórczość Zbigniewa Herberta. Studia, red. M. Woźniak-Łabieniec, J. Wiśniewski, Universitas, Kraków 2001.
- Narrations about Freedom, „Acta Universitatis Lodziensis. Folia Litteraria Polonica”, Tom 45 Nr 7 (2017), ed. M. Woźniak-Łabieniec.
- Censorship in the Polish People’ s Republic, „Acta Universitatis Lodziensis. Folia Litteraria Polonica”; ed. M. Woźniak-Łabieniec, Tom 37 Nr 7 (2016)
- Cenzura wobec literatury w Polsce Ludowej, „Acta Universitatis Lodziensis. Folia Litteraria Polonica”, red. B. Bogołębska, M. Woźniak-Łabieniec, Tom 19 Nr 1 (2013)[3].

### Prace edytorskie (zespołowe)
- W cieniu totalitaryzmów. Publicystyka rozproszona z lat 1945–1951 oraz teksty z okresu II wojny światowej, red. A. Fiut, M. Antoniuk, S. Bill, K. Jarzyńska, E. Kołodziejczyk, M. Woźniak-Łabieniec, Wydawnictwo Literackie, Kraków 2018, ss. 880.
- Wygnanie i powroty. Publicystyka rozproszona z lat 1951–2004 (część pierwsza), red. A. Fiut, M. Antoniuk, S. Bill, K. Jarzyńska, E. Kołodziejczyk, M. Woźniak-Łabieniec, Wydawnictwo Literackie, Kraków 2019, s. 873.
- Wygnanie i powroty. Publicystyka rozproszona z lat 1951–2004 (część druga), red. A. Fiut, M. Antoniuk, S. Bill, K. Jarzyńska, E. Kołodziejczyk, M. Woźniak-Łabieniec, Wydawnictwo Literackie, Kraków 2019, s. 1091.
- Z archiwum. Wybór publicystyki z lat 1945–2004, red. A. Fiut, M. Antoniuk, S. Bill, K. Jarzyńska, E. Kołodziejczyk, M. Woźniak-Łabieniec, Wydawnictwo Literackie, Kraków 2020, s. 737.
- Gustaw Herling-Grudziński, Jerzy Giedroyć, Korespondencja. Vol. 1. 1944-1966; pod red. W. Boleckiego ; oprac.: S. Błażejczyk-Mucha, A. S. Kowalczyk, A. Siwek, V. Wejs-Milewska, M. Woźniak-Łabieniec, M. Wójcik, M. Żebrowski, Wydawnictwo Literackie, Kraków 2020.
- Gustaw Herling-Grudziński, Jerzy Giedroyć, Korespondencja. Vol. 3, 1976-1996 /; pod red. W. Boleckiego ; oprac.: S. Błażejczyk-Mucha, R. Habielski, M. Kornat, Z. Kudelski, M. Ptasińska, A. Siwek, M. Urbanowski, V. Wejs-Milewska, M. Woźniak-Łabieniec, M. Wójcik, M. Żebrowski, Wydawnictwo Literackie, Kraków 2021[3].

## Nagrody
- Nagroda Porozumienia Wydawców Książki Historycznej KLIO III stopnia w kategorii monografii naukowych w roku 2022